# Арно Гедж
Арно́ Гедж (фр. Arnaud Guedj, 19 липня 1997 року, Ле-Ман) — французький футболіст, півзахисник футбольного клубу «Олімпік» (Шарлеруа).

## Біографія
Вихованець футбольної школи «Ле-Мана». У 2015 році став гравцем «Ніцци», однак за основний склад жодної гри не провів. Протягом трьох сезонів виступав за другу команду клубу у французькому Національному дивізіоні 2 (четверта за рангом ліга), де відіграв за цей час 16 матчів
Влітку 2017 року підписав контракт з українським клубом «Зірка» з Кропивницького, ставши першим французьким легіонером в історії команди. Дебютував в українській Прем'єр-лізі 16 липня 2017 року, вийшовши у стартовому складі у виїзному матчі проти львівських «Карпат», в якому відіграв 68 хвилин, після чого був замінений на Кирила Дришлюка

### Збірна
У січні 2013 року зіграв три матчі за юнацьку збірну Франції (до 16 років), проти Бельгії (3:2), України (1:0) та Чехії (3:1).